# ОШ „Слободан Бајић Паја” Сремска Митровица
ОШ „Слободан Бајић Паја” једна је од основних школа у Сремској Митровици. Налази се у улици Фрушкогорска бб.

## Историјат
Прва зграда школе подигнута је 1914. године, подигао је Казнено поправни завод. Била је под управом Министарства правде, а похађала су је само деца запослених у Казнено поправном затвору. До почетка Другог светског рата у школи је било шест одељења и три учитеља. Због недостатка простора у периоду од 1945—1971. губила је самосталност, а за извођење наставе користила је просторе других школа. Године 1963. локална самоуправа званично оснива установу. Камен темељац за нову зграду положен је 1971, а 820 ученика нову школску 1972—1973. годину почело је у новој згради. Данас броји тридесет и једно одељење са 563 ученика. У оквиру школе настава се реализује у три подручна одељења, у насељима Манђелос, Лежимир и Шишатовац.